# Jeroni Ferran Granell i Manresa
Jeroni Ferran Granell i Manresa   (Barcelona, 7 de gener de 1868 - Barcelona, 9 de març de 1931) fou un arquitecte modernista català.

## Biografia
Fill del mestre d'obres Jeroni Granell i Mundet, es va titular com a arquitecte el 19 de setembre de 1891. Va ser un dels arquitectes més originals del modernisme barcelonès, amb la creació d'uns singulars esgrafiats a les façanes de les cases d'habitatges, de les quals ens ha deixat nombroses mostres a Barcelona.
Associat primer amb el vitraller Antoni Rigalt i amb firma pròpia posteriorment, va revitalitzar l'art del vitrall i va fabricar bona part dels vitralls modernistes de Barcelona, com ara, el Palau de la Música Catalana, la casa Navàs o l'hospital de Sant Pau.
Es va casar amb Elvira Bartomeu i Baró (†1945), de Tarragona, i van tenir quatre fills: Jeroni, Elvira, Josep i Mercè Granell i Bartomeu.

## Obres a Barcelona
- 1895: Casa Santaló (Gran de Gràcia, 35)
- 1896: Mallorca, 217[4]
- 1900: Casa Jaume Forn (València, 285 i Roger de Llúria, 82)[5]
- 1900: Pàdua, 75[6]
- 1900: Girona, 122[7]
- 1901-1903: Cases Jeroni F. Granell (Mallorca, 184-188)
- 1902-1903: Gran Via de les Corts Catalanes, 582[8]
- 1904: Casa Rossend Capellades (Bailèn, 127)[9]
- 1904-1905: Casa Elisa Bremon d'Espina (Gran de Gràcia, 61)[10]
- Gran de Gràcia, 262 i 264
- 1910: Reforma modernista del menjador del restaurant de l'Hotel Buenos Aires de Vallvidrera.[11]
- 1911: Casa Anna de Móra de Bacardí (Sor Eulàlia d'Anzizu, 41)